# Diego Nunes (pilota automobilistico)
Diego Nunes (Curitiba, 12 luglio 1986) è un pilota automobilistico brasiliano, attualmente partecipante alla categoria Stock Car Brasil.

## Carriera
Inizia correndo nel campionato Renault 2.0 brasiliano dal 2003 al 2005 (dopo aver superato le selezioni).                                                                      Dopo aver transitato in Formula 3 e Formula 3000 approda, nel 2008, nella categoria GP2.